# Otto Virtanen
Otto Virtanen (Hyvinkää, 21 giugno 2001) è un tennista finlandese.
In singolare ha vinto alcuni tornei nei circuiti minori e ha raggiunto il 91º posto del ranking ATP nel novembre 2024. Ha fatto il suo esordio nel circuito maggiore e in una prova del Grande Slam nel 2023. Il suo debutto nella squadra finlandese di Coppa Davis risale al 2020. Tra gli juniores ha vinto il doppio maschile al torneo di Wimbledon 2018.

## Carriera

### Tra gli juniores
Inizia a giocare nell'ITF Junior Circuit nel 2015, vince il primo titolo in doppio nel 2016 in un torneo Grade 4, mentre il primo in singolare arriva nel 2017 in un altro Grade 4. Nel luglio 2018 trionfa per la prima volta in un Grade A imponendosi nel doppio maschile juniores a Wimbledon. Ottiene il secondo grande successo nel dicembre successivo in singolare all'Orange Bowl sconfiggendo in finale Zane Khan e raggiunge il 6º posto nel ranking mondiale di categoria. Il miglior risultato del periodo successivo sono i quarti di finale raggiunti agli Australian Open 2019. Non ottiene altri risultati di rilievo, disputa l'ultimo torneo juniores in luglio a Wimbledon e chiude l'esperienza con 5 titoli in singolare e 4 in doppio.

### 2016-2020, inizi tra i professionisti, primi titoli ITF e debutto in Coppa Davis
Fa le sue prime 4 apparizioni tra i professionisti in tornei del circuito ITF nel 2016 e nel 2017. L'anno successivo inizia a giocare con maggiore continuità e a maggio disputa la prima finale in doppio al torneo ITF Sweden F1. Ad agosto raggiunge entrambe le finali al Finland F3, alza il primo trofeo da professionista trionfando in quella di doppio e perde quella di singolare. Nel novembre 2019 esordisce nel circuito Challenger con una wild card al Tali Open di Helsinki e si spinge fino al terzo turno. Nel marzo 2020 debutta nella squadra finlandese di Coppa Davis in occasione della vittoria per 3-2 contro il Messico, viene schierato in singolare e, dopo aver perso il primo match, guadagna il punto decisivo sconfiggendo Manuel Sanchez. Per il primo titolo in singolare deve attendere il novembre 2020, quando supera il russo Yan Sabanin nella finale dell'ITF M15 a Pärnu.

### 2021-2022, primi titoli Challenger
Continua a giocare in prevalenza nel circuito ITF e nel 2021 conquista altri due titoli ITF in singolare. A fine maggio del 2022 sconfigge per la prima volta un top 100 al primo turno del Surbiton Trophy, il nº 86 del ranking Thanasi Kokkinakis, nello stesso torneo si spinge fino alla sua prima semifinale Challenger e viene sconfitto da Jordan Thompson. A ottobre disputa e vince la sua prima finale Challenger al torneo di doppio di Brest. Vince il primo titolo Challenger in singolare ai successivi Internazionali di Bergamo con il successo in finale su Jan-Lennard Struff per 6-2, 7-5. 

### 2023, esordio nel circuito maggiore, semifinale di Coppa Davis e 109º nel ranking
Vince altri due titoli Challenger nella prima parte del 2023 a Lugano e a Lilla, sconfiggendo nelle rispettive finali Cem İlkel e Max Purcell; il 3 aprile porta il best ranking alla 109ª posizione mondiale. A luglio perde l'incontro decisivo alle qualificazioni dello Swiss Open Gstaad, viene ripescato come lucky loser e al suo esordio in un tabellone principale del circuito maggiore viene sconfitto al primo turno da Juan Pablo Varillas. Al successivo torneo ATP 250 del Los Cabos Open entra nel tabellone per diritto di classifica ed esce nuovamente di scena al primo turno. Supera per la prima volta le qualificazioni in una prova del Grande Slam agli US Open e viene sconfitto al primo turno dal nº 34 ATP Tomás Martín Etcheverry al tie-break del quinto set.
È protagonista nella fase a gironi delle finali di Coppa Davis vincendo i tre singolari disputati, tra i quali quelli contro Botic van de Zandschulp e Mackenzie McDonald, garantendo l'accesso della Finlandia ai quarti di finale ai danni di Stati Uniti e Croazia. A ottobre perde la finale in doppio al Challenger di Mouilleron-le-Captif assieme a Maxime Cressy. Non raccoglie molte vittorie nei tornei successivi ma torna protagonista nei quarti di finale di Coppa Davis vinti 2-1 contro il Canada imponendosi in singolare e in doppio. Perde il singolare contro Alexei Popyrin nella semifinale vinta 2-0 dall'Australia.

### 2024, prime vittorie Slam, tre titoli Challenger e top 100
Continua a cercare invano il primo successo in un tabellone principale del circuito ATP e nelle prove del Grande Slam, agli Australian Open 2024 raccoglie solo 3 giochi nel primo incontro di qualificazione contro Andrea Vavassori. Si conferma invece protagonista in Coppa Davis, nella sfida vinta 3-1 contro il Portogallo concede solo 3 giochi al nº 47 ATP Nuno Borges. Vince quindi i Challenger di Pau, superando in finale Leandro Riedi, e di Challenger Lugano, dove era campione uscente, sconfiggendo in rimonta Daniel Masur nel match decisivo dopo aver annullato due match-point.
Vince i suoi primi incontri in un tabellone principale ATP a Wimbledon e agli US Open dove supera il primo turno in entrambi i tornei per poi venire eliminato. 
A fine ottobre vince il suo terzo titolo Challenger stagionale a Brest, avendo la meglio in finale su Benjamin Bonzi con il punteggio di 6-4, 4-6, 7-6, grazie a questo risultato entra per la prima volta in carriera in top 100 assestandosi alla 96ª posizione, a novembre sale al 91º posto.

### 2025, un titolo Challenger 125
Vince il primo incontro stagionale a febbraio all'Open 13 sconfiggendo in rimonta il nº 23 del mondo Sebastian Korda ed esce di scena al secondo turno. Continua a raccogliere soprattutto sconfitte, a fine mese esce dalla top 100 e perde altre posizioni nel periodo successivo. Torna a ridosso della top 100 vincendo a giugno il Challenger 125 sull'erba del Birmingham Open con il successo in finale sullo statunitense Colton Smith.

## Statistiche
Aggiornate al 9 giugno 2025.

### Tornei minori

#### Singolare

##### Vittorie (9)
| Legenda tornei minori     |
| Challenger (6)            |
| ITF World Tennis Tour (3) |

| N.  | Data              | Torneo                             | Superficie  | Avversario in finale | Punteggio           |
| 1.  | 8 novembre 2020   | M15 Parnu, Pärnu                   | Cemento (i) | Yan Sabanin          | 6-3, 6-0            |
| 2.  | 7 febbraio 2021   | M15 Nur-Sultan, Nur-Sultan         | Cemento (i) | Mats Rosenkranz      | 7-5, 6-3            |
| 3.  | 26 settembre 2021 | M25 Jönköping, Jönköping           | Cemento (i) | Viktor Durasovic     | 6-4, 6-0            |
| 4.  | 6 novembre 2022   | Internazionali di Bergamo, Bergamo | Cemento (i) | Jan-Lennard Struff   | 6-2, 7-5            |
| 5.  | 12 marzo 2023     | Challenger Lugano, Lugano          | Cemento (i) | Cem İlkel            | 6-4, 7-6(5)         |
| 6.  | 2 aprile 2023     | Play In Challenger Lille, Lilla    | Cemento (i) | Max Purcell          | 6(3)-7, 6-4, 6-2    |
| 7.  | 25 febbraio 2024  | Open Pau-Pyrénées, Pau             | Cemento (i) | Leandro Riedi        | 7-5, 7-5            |
| 8.  | 10 marzo 2024     | Challenger Lugano, Lugano          | Cemento (i) | Daniel Masur         | 6(4)-7, 6-4, 7-6(3) |
| 9.  | 27 ottobre 2024   | Brest Challenger, Brest            | Cemento (i) | Benjamin Bonzi       | 6-4, 4-6, 7-6(6)    |
| 10. | 8 giugno 2025     | Birmingham Open, Birmingham        | Erba        | Colton Smith         | 6-4, 6-4            |

##### Finali perse (6)
| Legenda tornei minori     |
| Challenger (0)            |
| ITF World Tennis Tour (6) |

| N. | Data             | Torneo                | Superficie  | Avversario in finale | Punteggio        |
| -- | ---------------- | --------------------- | ----------- | -------------------- | ---------------- |
| 1. | 19 agosto 2018   | F3 Helsinki, Helsinki | Terra rossa | Karl Friberg         | 4-6, 1-6         |
| 2. | 23 febbraio 2020 | M25 Aktobe, Aktobe    | Cemento (i) | Yuta Shimizu         | 4-6, 7-5, 3-6    |
| 3. | 23 maggio 2021   | M15 Brčko, Brčko      | Terra rossa | Eric Vanshelboim     | 3-6, 7-6(4), 0-6 |
| 4. | 22 agosto 2021   | M25 Muttenz, Muttenz  | Terra rossa | Jakub Paul           | 1-6, 5-7         |
| 5. | 23 gennaio 2022  | M25 Vilnius, Vilnius  | Cemento (i) | Denis Yevseyev       | 7-5, 3-6, 6(4)–7 |
| 6. | 22 maggio 2022   | M25 Kouvola, Kouvola  | Cemento     | Ivan Nedelko         | 6-4, 3-6, 4-6    |

#### Doppio

##### Vittorie (2)
| Legenda tornei minori     |
| Challenger (1)            |
| ITF World Tennis Tour (1) |

| N. | Data            | Torneo                  | Superficie  | Compagno               | Avversari in finale            | Punteggio |
| 1. | 19 agosto 2018  | F3 Helsinki, Helsinki   | Terra rossa | Patrik Niklas-Salminen | Hermanni Tiainen Ilari Vesanen | 6-3, 6-3  |
| 2. | 30 ottobre 2022 | Brest Challenger, Brest | Cemento (i) | Viktor Durasovic       | Filip Bergevi Petros Tsitsipas | 6-4, 6-4  |

##### Finali perse (3)
| Legenda tornei minori     |
| Challenger (1)            |
| ITF World Tennis Tour (2) |

| N. | Data             | Torneo                                         | Superficie  | Compagno      | Avversari in finale               | Punteggio         |
| 1. | 13 maggio 2018   | F1 Karlskrona, Karlskrona                      | Terra rossa | Louis Wessels | Markus Eriksson Fred Simonsson    | 1-6, 6-1, [5-10]  |
| 2. | 18 novembre 2018 | F4 Helsinki, Helsinki                          | Cemento     | Louis Wessels | Patrick Mayer Alexander Vasilenko | 6(5)–7, 3-6       |
| 3. | 8 ottobre 2023   | Internationaux de Vendée, Mouilleron-le-Captif | Cemento (i) | Maxime Cressy | Julian Cash Robert Galloway       | 4-6, 7-5, [10-12] |

### Grande Slam Juniores

#### Doppio

##### Vittorie (1)
| Anno | Torneo                      | Superficie | Compagno   | Avversari                   | Punteggio   |
| 2018 | Torneo di Wimbledon, Londra | Erba       | Yankı Erel | Nicolás Mejía Ondřej Štyler | 7-6(5), 6-4 |